# Roeselia maculata
Roeselia maculata är en fjärilsart som beskrevs av Otto Staudinger 1887. Roeselia maculata ingår i släktet Roeselia och familjen trågspinnare. Inga underarter finns listade.